# Феодосійський район (Кримська АРСР)
Феодосійський район (крим. Kefe rayonı, рос. Феодосийский район) — колишня адміністративно-територіальна одиниця в складі Кримської АРСР Російської РСФР Радянського Союзу з адміністративним центром у місті Феодосія.

## Населення
Станом на 1 січня 1925 року в районі налічувалося 54 910 жителів. На 1 січня 1926 року кількість населення району становила 73 310 осіб, дворів — 9 969.
Відповідно до перепису населення СРСР, кількість населення району, станом на 17 грудня 1926 року, становила 52 740 осіб.
Станом на 1 січня 1931 року кількість населення району становила 34 570 осіб, з них 5 100 — міське, 29 470 — сільське населення.

## Історія та адміністративний устрій
Утворений в листопаді 1923 року, відповідно до постанови ВРЦВК від 11 жовтня 1923 року, котра запроваджувала новий адміністративний устрій Кримської АРСР, з поділом її на райони та сільські ради. Станом на 1 січня 1924 року значиться як один з 14 новостворених районів. У 1924 році, на виконання декрету ВРЦВК від 4 серпня 1924 року «Про ліквідацію деяких районів Автономної Кримської РСР», до складу району включено територію ліквідованого Старо-Кримського району, за винятком поселень Ельбузли, Шах-Мурза та Каргалик, котрі увійшли до складу Судацького району.
Станом на 1 січня 1925 року в районі налічувалося 22 сільські ради, котрим підпорядковувалося 217 населених пунктів. На 1 січня 1926 року площа району становила 3 342 км², до складу району входили 21 сільська рада, що включали в себе 216 поселень. Станом на 1929 рік до складу району входили 49 сільських рад.
Відповідно до постанови ВРЦВК від 30 жовтня 1930 року «Про реорганізацію мережі районів Кримської АРСР», м. Феодосія виділено в окрему адміністративну одиницю, сільські ради району включено до складу Біюк-Онларського німецького національного та Сейтлерського районів Кримської АРСР. Реорганізацію мали завершити до 15 листопада 1930 року.
У 1931 році площа території становила 1 481 км², район поділявся на 32 сільські ради, котрим підпорядковувалося 165 населених пунктів: 1 місто та 164 сільські поселення.